# Фторування води

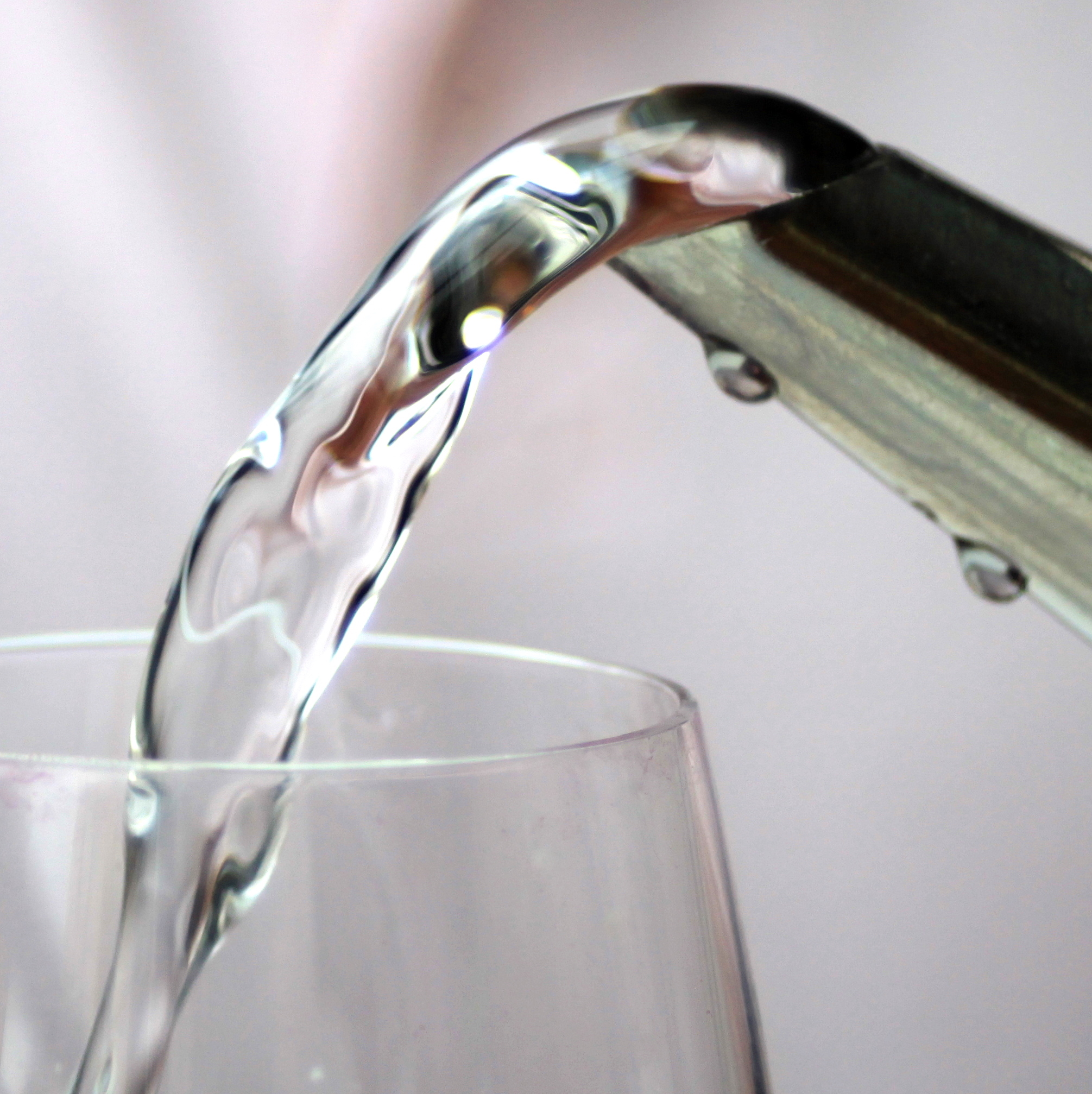
Фторування не впливає на зовнішній вигляд, смак і запах води.

Фторува́ння води́ — це контрольоване додавання фтору у водопровідну воду для запобігання карієсу без спричинення інших патологій.
Наукові дослідження показали, що надмірне споживання фтору (більше 1 мг/л) може призводити до погіршення розумового розвитку дітей.

## Загальний огляд
Оброблена вода містить фтор в кількості, достатній для запобігання розвитку порожнин розпаду в зубах. Коли фтору, що надходить в організм природним шляхом, виявляється мало, його дефіцит поповнюється з фторованої води. Фторована вода діє через поверхню зуба. Фтор знижує вимивання мінеральних солей з зубної емалі і підвищує насичення мінералами стінок порожнин розпаду зуба в самому початку їхнього утворення.
Зазвичай у питну воду додають фторовмісну речовину[уточнити]. Коли природний вміст фтору у воді занадто великий, його доводиться знижувати до допустимої межі. 1994 року експертний комітет Всесвітньої організації охорони здоров'я встановив норму вмісту фтору в питній воді в межах 0,5—1,0 міліграми на літр, залежно від клімату. У бутильованій воді рівень фтору зазвичай не визначають, а фільтри часто затримують фтор з водопровідної води, частково або повністю.
Вартість збагачення води фтором в США становить приблизно 0,92 долара на душу населення в рік.

Відсоток населення, що вживає фторовану воду, (фторовану штучно, та природним шляхом.
80–100%
60–80%
40–60%
20–40%
1–20%
< 1%
невідомо

## Суперечка з фторування води
Суперечка з фторування води виникла через політичні, моральні, етичні, економічні, безпекові аспекти щодо фторування централізованого водопостачання. Агенції з охорони здоров'я в різних країнах прийшли до консенсусу, що фторування води у відповідних дозах є безпечним і ефективним засобом для запобігання карієсу. В різних країнах підхід до профілактики карієсу є змішаними; деякі держави вважають що фторування води є найбільш ефективний спосіб, у той час як інші не бачать особливих переваг.
Детальний перелік побоювань противників фторування (рос. яз)

## В Україні
Неприємним фактом є широка обізнаність у світі із проблемою карієсу у вихідців із пострадянського простору, у зв'язку із низьким вмістом фтору у воді.
В більшості регіонів України вміст фтору у воді набагато нижчий необхідної норми, в тому числі у Києві. Втім, сьогодні вже широко доступні, у містах, компанії із доставки питної води, в тому числі фторованої для виповнення дефіциту фтору в організмі.
Аналіз води на фтор показує, що його вміст в різних регіонах України суттєво різниться. Фахівці використовують такий термін як «геохімічний регіон». За цим критерієм на сьогоднішній день виділяють 4 геохімічних регіони України:
1. Закарпатська, Івано-Франківська, Чернівецька, Львівська, Волинська та Рівненська області — тут його концентрація в питній воді вкрай низька і наближається до нульових показників (0 — 0,3 мг/л).
2. Житомирська, Вінницька, Хмельницька, Миколаївська, Херсонська, Київська, Одеська, Запорізька області, АР Крим — цей регіон характеризується зниженим вмістом фтору у воді (0,3 — 0,6 мг/л).
3. Чернігівська, Луганська, Черкаська, Сумська та Харківська області — Вміст фтору в природних водах цього регіону можна вважати умовно нормальним (0,6 — 1,5 мг/л).
4. Полтавська, Дніпропетровська, Кіровоградська, Донецька області — природні води цього регіону характеризуються підвищеним вмістом фтору (1,5 — 3,0 мг/л).[5]

Найбільша концентрація спостерігається в Полтаві, та деяких районах Львівської обл. (міста Сокіл, Шептицький, Соснівка, Сосновський, Межрічанскій, Бендюзька, Борятинський, Правдинский, село Топорів). У людей, які виросли в таких регіонах, часто виявляють флюороз, що розвивається внаслідок надлишкового надходження фтору з питною водою в період росту зубів.